# Костиріне
Кости́ріне (до 1948 — Чьонґелек, крим. Çöñgelek) — село Керченського району Автономної Республіки Крим.